# Mary Acworth Evershed
Mary Acworth Evershed FRAS, née Orr le 1er janvier 1867 à Plymouth Hoe (en) et morte le 25 octobre 1949 à Ewhurst, est une astronome et érudite britannique. Son travail sur Dante Alighieri a été écrit sous le pseudonyme de M. A. Orr.

## Jeunesse
Mary Acworth Orr est née le 1er janvier 1867 à Plymouth Hoe. Elle est la fille de Lucy Acworth et Andrew Orr. Son père était officier dans la Royal Artillery. Mary a grandi à Wimborne et à South Stoke, dans le Somerset. Le plus jeune frère de Mary était l'administrateur colonial Charles William James Orr.
À 20 ans, Orr a voyagé à l'étranger avec ses sœurs et, lorsqu'elle fut à Florence (1888-1890), elle a commencé à étudier les travaux de Dante, ce qui l'a amenée à s'intéresser toute sa vie aux références astronomiques dans les poèmes de Dante.

## Carrière en astronomie
En 1890, Orr déménagea avec sa famille en Australie. Elle a découvert qu'il n'existait pas de bon guide sur les étoiles du sud et a donc écrit An Easy Guide to the Southern Stars, avec les encouragements de John Tebbutt, le principal astronome en Australie à l'époque.
En 1895, elle est revenue en Angleterre et a rencontré l'astronome britannique John Evershed lorsque tous deux participèrent à une expédition pour observer une éclipse totale de soleil le 9 août 1896 en Norvège,. Orr joignit ensuite la British Astronomical Association (BAA),. À cette époque, la BAA bénéficiait de l'adhésion de femmes intellectuelles exclues de la Royal Astronomical Society, alors entièrement masculine. Elle devint amie avec Agnes Clerke et Annie Scott Dill Maunder, toutes deux notables pour leurs contributions à l'astronomie historique.
Orr épousa Evershed en 1906. Jusqu'à cette époque, il avait travaillé comme chimiste industriel, avec la physique solaire comme passe-temps, mais en 1906, on lui proposa un poste d'astronome assistant à l'observatoire de Kodaikanal, en Inde. Mary et John ont déménagé à Kodaikanal (visitant en chemin des lieux astronomiques remarquables aux États-Unis) pour lui permettre d'occuper le poste en 1907,. Pendant son séjour en Inde, Mary a collecté des plantes de la région, qui ont finalement été déposées dans l'herbier du British Museum.
En 1916, Mary fut élue membre de la Société astronomique du Pacifique, puis le 9 mai 1924, membre de la Royal Astronomical Society. Enfin, elle dirigea la section historique de la BAA de sa création en 1930 jusqu'en 1944. Tout au long de sa vie, Evershed a voyagé pour observer de nombreuses éclipses solaires, notamment en Norvège en 1896, à Alger en 1900, en Australie occidentale en 1922, dans le Yorkshire en 1927 et en Grèce / mer Égée en 1936.

## Bourse Dante
Evershed était également très intéressée par la poésie et, même si elle aimait le travail de Dante, elle s'inquiétait de sa cosmographie. Son livre de 1914, Dante and the Early Astronomers, a contribué à clarifier la science de Dante, aussi précise que possible compte tenu des connaissances existantes.

## Prix et distinctions
- 1924 – Membre de la Royal Astronomical Society.
- 1971 – La planète mineure (12628) Acworthorr est découverte et nommée d'après Evershed[23].

## Lectures complémentaires
- Mary T. Brück, "Mary Ackworth Evershed née Orr (1867–1949), solar physicist and Dante scholar", Journal of Astronomical History and Heritage  (ISSN 1440-2807), vol. 1, No. 1, p. 45–59 (1998).
- Mary T. Brück, "Mary Ackworth Orr Evershed", The Biographical Encyclopedia of Astronomers, v.5, pp. 351–352.
- Tracy Daugherty, "Passion for Poetry and Stars Drove 'Dante's Astronomer'", Oregon State University, Spring 2009.
- Tracy Daugherty, Dante and the Early Astronomer, Yale University Press, 2019